# Agustín Rodríguez (calciatore 1998)
Germán Agustín Rodríguez Rosano, noto semplicemente come Agustín Rodríguez (Montevideo, 10 febbraio 1998), è un calciatore uruguaiano, attaccante della Juventud.

## Caratteristiche tecniche
È un centravanti.

## Carriera
Cresciuto nel settore giovanile del Racing Montevideo, ha debuttato in prima squadra il 5 ottobre 2019 disputando l'incontro di Primera División Profesional vinto 4-1 contro il Fénix. Rimasto svincolato nel gennaio del 2020, è passato alla Juventud.